# Opesia descendens
Opesia descendens är en tvåvingeart som beskrevs av Herting 1973. Opesia descendens ingår i släktet Opesia och familjen parasitflugor. Inga underarter finns listade i Catalogue of Life.